# 鳥越俊太郎
鳥越 俊太郎（とりごえ しゅんたろう、1940年〈昭和15年〉3月13日 - ）は、日本のジャーナリスト。
鳥越製粉の創業者・鳥越彦三郎の曾孫で、歌手の鳥越さやかは次女。

## 来歴
1940年、福岡県浮羽郡吉井町（現：うきは市）出身。父親は俊雄といい、その俊の一字をとって俊太郎という名前がついた。父親は大学を卒業して企業に入り、現場でいろいろないじめにあって神経症を発症、俊太郎が生まれたときは九州大学の精神科の病棟に入院していた。
1946年、小学校へ入学し、戦後教育の第一期生となる。久留米大学附設高等学校を経て、1965年、京都大学文学部（国史学専攻）を学生運動にのめり込んだため、二年留年した後に卒業。
1965年、毎日新聞社に入社。初任地は新潟支局であった。
1968年10月、見合いで知り合い結婚。その後、毎日新聞社の週刊誌『サンデー毎日』編集部に異動。在籍時に「イエスの方舟事件」が発生し、当時編集長の鳥井守幸の方針で主宰者の千石イエスを匿ったため、鳥越を含む編集部全員が犯人隠避で逮捕されそうになる。
外信部テヘラン特派員時代の1984年から1985年にかけてイラン・イラク戦争の戦場報道を行う。
1988年4月、サンデー毎日編集長となる。
1989年6月3日、宇野宗佑が内閣総理大臣に就任。それから3日後、6月6日発売の「サンデー毎日」6月18日号が宇野の愛人問題をスクープ。結果的に7月の参院選で自民党大敗・内閣退陣に追い込んだ。政治家の女性問題は報じないのが当時の不文律だったが、その「掟」を破る画期的な報道だったとされる。
同年8月に毎日新聞社を退職し、同年10月、テレビ朝日『ザ・スクープ』の司会に就任。レギュラー放送終了後も、単発となった同番組の司会を務める。
2003年、関西大学社会学部の教授に就任。
2005年4月5日、呼びかけ人の一人として『マスコミ九条の会』結成に参加。
10月3日、レギュラーアンカーを務めていたテレビ朝日『スーパーモーニング』に本人が電話出演し、直腸癌であることを告白した。3日後に手術を受け、その後復帰。
2006年5月、インターネット新聞『オーマイニュース』日本語版の初代編集長に就任。
2007年2月、民主党が東京都知事候補としての擁立を打診するも、自身が依然として癌療養中であるため、「（任期の）4年間に責任を持てない」として打診を断る。
同年6月1日、『オーマイニュース』日本語版の編集長を辞任した。
同年9月17日、『スーパーモーニング』で、癌が肺に転移していたことを明かす。同年1月に左肺を一部切除、同年8月には右肺も手術していた。
2009年2月9日、同番組で癌が肝臓に転移していることを明かし、翌10日に切除手術を受け療養に入る。2月26日に同番組で復帰した。
2009年3月27日、NPO法人『がん患者団体支援機構』の3代目理事長に就任。2010年5月まで約1年2ヶ月務めた。

### 都知事選挙
2016年7月12日、東京都知事選挙への立候補を表明する。記者会見では「昭和15年の生まれです。終戦の時20歳でした。もちろん空襲も覚えてます。防空壕に逃げ込んだこともよく記憶しております」と自己紹介した。
7月31日の投開票では、134万6103票を得るも、小池百合子、増田寛也に次ぐ3位となり落選した。

### 受賞歴
1999年に埼玉県のJR桶川駅前で発生した「桶川ストーカー殺人事件」におけるマスメディアの報道姿勢（「単なる男女の痴話げんか」など）に疑問を抱き、『ザ・スクープ』で独自取材。その結果、警察の虚偽発表と怠慢が次々と明るみに出て、2001年には、日本記者クラブ賞を受賞する。
2004年、『ザ・スクープ スペシャル』における警察の裏金疑惑報道が第41回ギャラクシー賞報道活動部門大賞を受賞。
2007年、男性向けエステティックサロンのダンディハウスが主催する第2回「ダンディ大賞2007」の文化人部門で1位を獲得し、翌2008年の第3回でも、同部門で1位になった。

## 騒動

### 家系図騒動
2015年7月10日放送のNHKのドキュメンタリー番組『ファミリーヒストリー』に出演、同番組内において、祖先は「戦国大名・大友宗麟の家臣、鳥越興膳」と紹介され、「関ヶ原の戦いで敗れた側」のルーツを持つと知った俊太郎は、反権力を是とする自身と重ね合わせ「昔から権力側にはつかなかったんだな」と納得した様子だった。（ただし、関ヶ原の戦いは、両軍とも、当時のご公儀である豊臣家を奉じて戦っている）
しかし、放送直後に、鳥越家18代当主の鳥越光は「興膳はうちの先祖です」と放送内容を否定した。鳥越光を当主とする鳥越本家は、興膳を先祖とする大地主で、藍染、酒造事業でも成功した。なお鳥越光の先々代は貴族院議員を務めた鳥越貞敏（1867年 - 1925年）である。

鳥越貞敏の家系は『人事興信録 第2版』によると、
二つの鳥越家の関係について、光は「もともと俊太郎の家は江戸の末期くらいから米を脱穀する仕事をやっていた。その後、俊太郎の曽祖父がうちの斜め向かいに引っ越してきた。50坪の場所で米を量り売りする米穀商店を始めた。偶然、姓が同じなだけで、俊太郎の家とうちは血縁関係はない」「今から40年程前、俊太郎さんの伯父、繁喜さんの依頼で郷土史家の熊谷光雄さんという方がうちに来て、興膳などについて色々話したことがあります。『私が家系図を作ります』と言っていたので、その時調べたことが今回の家系図に繋がっていると思います。それから、30年位前、俊太郎さんの父親、俊雄さんと母親、綾子さんが、うちに『先祖が分からないので協力してほしい』と来たこともあったな。その時は、こちらの家系図を見せました。二人で指さしながら色々話し込んでいましたから、その時、うちの家系図をメモでもしたのかもしれません」と述べている。また、「NHK側と話をするうちに段々と旗色が悪いと思ったのか、帰り際には『穏便にしましょう。これで終わらせましょう』と言われた」と明かしている。
しかし、2016年2月に掲載された朝日新聞のインタビュー記事でも、俊太郎は自身の祖先が興膳である旨を発言した。光は「抗議内容が俊太郎に伝わっていない」と再度NHKに抗議したが、NHK側からの連絡はまったくないという。『ファミリーヒストリー』は通常再放送があるが、俊太郎の出演回は再放送されなかった。
俊太郎は「（昨年7月の）放送の後、番組にクレームがあったというのは聞きました。でも、具体的な話は何も聞かされていません。朝日新聞で興膳について触れたのは、記事を書いた記者の作文でしょう。もちろん私もゲラで確認したから責任がないとは言わないが、私から興膳の話を積極的にしたわけじゃない。とにかく、私は家系図については全く関与していません。家系図が間違っていると言われても、『へぇ』と驚くしかないね」と語っている。鳥越の対応に対し、同業者であるジャーナリストから「廃業モノの大失態だ」との批判がある。

### 淫行疑惑報道
2016年、前都知事舛添要一の辞任に伴う都知事選に立候補し、選挙戦を戦っている最中、7月21日発売の週刊文春にて女子大生への淫行疑惑を報じられた。報道によれば、2002年当時女子大生を別荘に連れ込み（私立大学関係者）拒む女性にキスを行い、淫らな行為に及ぼうとするも女性の抵抗にあい未遂に留まったとされ、この件が元で鳥越は大学への出入りを禁止されたという（別の私立大学関係者）。
鳥越側は発売前日の20日に事実無根であるとし週刊文春に抗議文を送付、21日に名誉毀損および公職選挙法違反であるとして東京地検に告訴し、選挙運動に集中するため会見等は開かないと発表した。一方の週刊文春側は朝日新聞の取材に対し「記事には十分自信を持っている」と述べている。
また、この件に関して週刊新潮は、13年前に被害者とされる女子大生と直接接触して証言を得ていたが、女子大生の強い希望により掲載を見送っていたことを7月28日発売の週刊新潮で報じ、さらに詳細な内容として、同女子大生が鳥越に別荘で強制的に全裸にされた内容を報じた。これを受け、鳥越側は28日に名誉毀損および公職選挙法違反であるとして週刊新潮を東京地検に告訴した。これに対し、週刊新潮側は読売新聞からの取材に対し「あきれるほかない。自身の説明責任を果たされることを願う」と述べた。
鳥越に都知事選の出馬を譲った宇都宮健児は記者会見で説明責任を果たすことを求め、根拠を自ら述べずに刑事告訴したことを批判し、「記事そのものから見て、事実無根と考えることはできません。応援に立つことはできません」として説明責任を果たさない姿勢を理由に、鳥越の応援演説に立たなかった。2016年7月31日に「開票特番 投票が終わったので言いたい事を言う放送」に出演した宇都宮は「あれだけ週刊誌で具体的な事実が出されている。彼はジャーナリストなので説明責任を果たすべきだ。『事実無根、刑事告訴』じゃ都民に対して納得のいく説明になっていない」と批判した。「安倍政権に対して民主主義を求めるなら、自分たちの運動の中で民主主義を作らないといけない」と主張している。
橋下徹は、淫行疑惑が報じられた際の鳥越の対応について「鳥越さん あれだけ報道の自由を叫んでいたのに自分のことになったらちょっとケツの穴が小さくないか？」「今回の文春なんてチョロい記事。ちゃんと釈明しなさい」と述べている。
2017年3月23日、東京地検は名誉毀損だとして訴えられていた週刊文春と週刊新潮、両誌の編集長を不起訴処分とした。関係者によると、いずれも嫌疑不十分だった。『女子大生淫行』疑惑」と題し、2016年７月に週刊文春の「2002年時に大学２年だった女子学生に強引にキスをし、ラブホテルに誘った」などと記事による名誉毀損での不起訴の決定を受けて、週刊文春は「当然の決定」と述べた。

## 主張

### 癌への姿勢
がん患者団体支援機構の3代目理事長を務めた後、現在は一般社団法人CSRプロジェクト 会長を務める。
2010年8月に食道癌を手術した桑田佳祐を「悲観することは一切ない。病気は生活の乱れを見直すいい機会だから、桑田さんも前より健康になれるはず」と激励。70歳から週3回のジム通いを始め、「ハンデを持っていても走れる!ということを自分に証明しなきゃならない」として2012年のホノルルマラソン出場を目標にした。また、4度の手術経験から「『がんには痛みがない』という常識を知ってほしい」「がん検診の受診率はいつまでたっても上がらないけど、自分を動かす（受診する）のはあなたしかいないんです」と訴えている。12月9日に行われた40回大会では8時間19分55秒で完走した。

### 政治に関して
- 2008年7月、頻発する無差別殺傷事件について、「日本の社会格差が広がり、ワーキングプアが増えている。小泉構造改革の名の下に進められた変化が、こういう犯罪を産み出していると思えてならない」という見解を示した[35]。
- 2009年7月1日、民主党・鳩山由紀夫代表（当時）のいわゆる「故人献金」問題の報道において、「秘書の浅知恵でしょう」との見方を示した[36]。
- 2010年1月18日、民主党の支持率低下はマスコミのせいであるとし、小沢一郎民主党幹事長の資金管理団体を巡って元秘書3人が逮捕された陸山会事件の報道において、小沢批判をするマスコミは小沢に疑惑をかけている検察から情報をリークされており、「私たち世論は操作されている」と主張。また、1月21日の同番組内で、小沢が疑惑を持たれていた土地購入資金の4億円を、「小沢側が3億円は父親の遺産、1億円は妻から借りたもので4億円は自分で持っていたもの」と主張していた件について、鳥越は庶民には4億は高額だが、銀行がつぶれたら1000万円しか返ってこないため、お金持ちはタンス預金をするものであると主張した[37]。4月28日、小沢一郎について東京第5検察審査会が「起訴相当」の議決を行ったことに対して、「今回の議決を読むと、『市民目線』とか『市民感覚』とか書いてあるけど、証拠とはあまり関係なく、感情的、情緒的な判断」とコメント[38]。
- 政治に関する世論調査について、「毎日新聞の記者時代の経験ですが、調査結果の発表前に選挙の担当者が数字を調整するのをしばしば見てきた。担当者が取材で掴んだ選挙区情勢と違うという理由です。そういった裏事情を知っているので、私自身は世論調査の数字を疑っています」と述べている[39]。2012年12月に行われた第46回衆議院議員総選挙の結果について、「自民勝利は、大手メディアの選挙予測がもたらした」と述べている。大手メディアは連日報じる世論調査結果によって「小沢一郎は悪人」と印象操作してきたと指摘。また1000兆円の国の借金や原発、尖閣諸島、在日米軍基地問題はすべて自民党単独政権時代のツケであり、メディアがその負の遺産に触れないことを問題視。勝ち馬に乗って安倍政権批判を控えている新聞やテレビも、1年も経てば手のひらを返したように口汚く罵ると予想している[40]。
- 2012年11月に日本未来の党が結成された際は同党を支持し、「びわこ宣言」の賛同人に稲盛和夫、坂本龍一、茂木健一郎、菅原文太と共に名を連ねた。
- 日本未来の党が解党した後は民進党を支援しており、2016年には、4月の衆議院北海道第5区補欠選挙で敗れた池田真紀の応援演説や、7月の参議院選挙長野県選挙区で当選した杉尾秀哉の応援演説を行うとともに、民進党のポスターにも登場している[41][42]。
- 「放送法遵守を求める視聴者の会」が意見広告を出したことに関して、「日本会議という右翼的な団体があって、そこからお金が出て、産経と読売に意見広告が出ている、ということがある程度分かってきている」と2016年2月の記者会見で述べた[43][44] が、日本会議はこれを事実無根とし、撤回と謝罪を要求した[43][45]。

## 人物
- プロ野球に関して、「元からアンチ巨人。かつては国鉄ファンで今は阪神ファン」と語っている[46]。
- 本人は「ジャーナリスト」と呼ばれることを嫌い、「ニュースの職人」を名乗っている[47]。但し、2016年東京都知事選挙出馬時は肩書きを「ジャーナリスト」としていた。
- 「事実や真実に対して正直であることが、じつはいちばん得をする道だ」との考えの持ち主とのこと。『サンデー毎日』副編集長時代の経験を交え、企業不祥事が起きたら、すぐに外部の目も入れて徹底検証し、その結果を洗いざらい公表して、二度と同じような不祥事を起こさないための防止策も社会に明らかにするべき、と主張している[48]。もし、自分が不祥事の当事者になったら、「洗いざらい公表して責任を取りますよ。後ろ指を差されて、下を向いて歩いていくような生き方は嫌ですからね」とコメントしている[48]。

## 評価
- タレントの中田敦彦は都知事選に出馬することを公表した鳥越の姿勢について「僕は好感持ってるんですけどね」「“準備がない、気持ちで出た”っていうのが全部伝わってくる」「一番都民が欲しがっているのは、純粋に気持ちがあったりする人なのかなぁって。用意周到に完璧な会見を開いて、なんかできる人だなぁって思うよりは、なんかみんなのために急遽立ち上がったんだっていう方が、僕は好感が持てましたけどね」と持論を述べている[49]。
- 2003年から2004年にかけて日本損害保険協会のコマーシャルに登場し、2007年には保険会社アフラックのCMに登場していた。ジャーナリストの神保哲生からは「その企業が問題を起こした場合、ジャーナリズムそのものにも傷をつける」、浅野健一からは「現役のジャーナリストがコマーシャルに出るなんてあり得ないこと」と批判された。コマーシャル出演について鳥越は「保険には公共性があり、世に広まることに意味があると思うので出演した」とコメントしている[50]。
- オーマイニュース日本語版の元スタッフは、廃刊に至った原因として「初代編集長の鳥越俊太郎氏の責任が大きく、オーマイニュース創刊の足を引っ張った」と証言している[51]。
- 産経新聞の阿比留瑠比は、鳥越が2016年3月の記者会見で「安倍晋三政権はテレビ報道を神経質に気にしていて、監視チームを作ってチェックしている」と主張した[43][52] ことについて、根拠を示しておらず、事実確認を軽視していると批判した[52]。

## 家族・親族
鳥越家
1877年（明治10年）、俊太郎の曽祖父・鳥越彦三郎が福岡県浮羽郡吉井町（現・うきは市）で米穀・日用雑貨取扱業を創業。1940年、製粉・精麦業に転換。家系についてNHKのファミリーヒストリー（2015年7月10日放送）で俊太郎の鳥越家の祖先は「戦国大名大友宗麟の家臣である鳥越興膳」と紹介していたが、興膳の末裔で幕末に大富豪に成長した大地主の鳥越家18代当主の男性は「興膳はうちの先祖です。俊太郎の鳥越家は近所の住民で同姓だが、血縁関係はない。」と放送内容を否定している。
- 曽祖父・彦三郎（? - 1942年、鳥越製粉創業者、実父は鳥越半助、鳥越順作の養嗣子[55]）
- 祖父・繁（1889年 - ?、鳥越製粉社長）
- 父・俊雄[1]（1916年 - 1990年、京都帝国大学経済学部卒業[56]、住友本社を経て鳥越商店勤務[56]、鳥越製粉専務）
- 弟
- 妻
- 娘
- 伯父・繁喜（1914年 - 2007年、鳥越製粉社長）

## 出演

### テレビ
報道・情報ワイドショー番組
| 期間          | 期間          | 番組名                                             | 役職                                             | 備考 |
| ------------- | ------------- | -------------------------------------------------- | ------------------------------------------------ | --- |
| 1989年10月    | 2015年8月     | ザ・スクープ（テレビ朝日）                         | メインキャスター                                 | 前述の都知事選挙出馬の関係で、2016年8月放送分は出演せず、以降の回も出演していない                                        |
| 1992年7月     | 1996年4月     | 朝まで生テレビ!（テレビ朝日）                      | パネリスト出演および代理司会                     | |
| 1995年10月    | 2001年3月     | サンデージャングル（テレビ朝日）                   | コメンテーター                                   | |
| 2002年10月    | 2011年3月     | スーパーモーニング（テレビ朝日）                   | 月～木曜日ニュースナビゲーターでのコメンテーター | |
| 2004年4月     | 2018年9月     | 報道ステーション（テレビ朝日）                     | 隔週金曜日コメンテーター                         | |
| 2008年4月     | 2015年9月     | 鳥越俊太郎 医療の現場!（BS朝日）                   | メインキャスター                                 | |
| 2011年4月     | 2018年3月     | スーパーJチャンネル九州・沖縄（九州・沖縄ANN系列） | スペシャルコメンテーター                         | 月1回での出演、但し、NNN・FNN系列とトリブルネット局のテレビ宮崎は非ネット                                                |
| 2011年4月     | 2018年3月     | KBCニュースピア（九州朝日放送）                    | スペシャルコメンテーター                         | 月1回での出演 |
| 2011年4月14日 | 2011年4月14日 | スーパーJチャンネルながさき（NCC）                 | ゲストコメンテーター                             | |
| 2011年6月30日 | 2011年6月30日 | 日経スペシャル カンブリア宮殿（テレビ東京）        | ゲスト出演                                       | 『ニュース一筋に生きた男、 鳥越俊太郎の"がんとの付き合い方"』をテーマで出演                                              |
| 2015年4月     | 2020年9月     | バイキング（フジテレビ）                           | ゲストコメンテーター                             | 2016年7月は東京都知事選挙出馬の候補者として出演、2016年8月以降は専門家またはゲストコメンテーターとして月に1～2回程度出演 |

その他
- ビートたけしの!こんなはずでは!!（テレビ朝日）
- ひまわり〜桶川女子大生ストーカー殺人事件〜（テレビ朝日） - 本人 役（兼原作）
- 僕らの音楽 -OUR MUSIC-（2004年4月 - 2005年3月、フジテレビ） - ナビゲーター
- ミステリー民俗学者 八雲樹（テレビ朝日） - 鳥越教授 役
- 鳥越道場（テレビ朝日）
- 烏越俊太郎の遺書（2008年12月31日、BS朝日）
- テレビ朝日開局50周年ドラマ 刑事一代 平塚八兵衛の昭和事件史（2009年6月20日・21日、テレビ朝日） - 産政新聞デスク 役
- こだわり人物伝「安藤百福 遅咲きのラーメン王」（2010年5月、NHK教育） - 語り手[58][59][60][61]
- NHKハイビジョン特集「日本のいちばん長い夏」（2010年7月31日、NHK-BShi） - 池田純久（鈴木貫太郎内閣綜合計画局長官）役
- 旅のチカラ（2011年9月、NHK BSプレミアム） - 旅人
- 専業主婦探偵〜私はシャドウ 最終話（2011年12月16日、TBS） - 社長 役
- 西日本8局特番 鳥越俊太郎のがん医療最前線〜「生きる」を支える人々〜（2012年5月4日、毎日放送）
- 鳥越俊太郎 対×談の時間（2011年4月30日 - 、BS朝日）

### ラジオ
- 大沢悠里のゆうゆうワイド（TBSラジオ） - 月曜日「鳥越俊太郎ニュースの職人のこだわり」（ - 2016年4月4日）
- 大沢悠里のゆうゆうワイド土曜日版（TBSラジオ） - レギュラーコメンテーター
- Sunday News Presenter CUBE（TBSラジオ）
- 中西一清スタミナラジオ（RKBラジオ）
- ロンドンブーツ1号2号 田村淳のNewsCLUB（文化放送） - ゲスト
- Changeの瞬間 〜がんサバイバーストーリー〜（2022年9月18日・25日、朝日放送ラジオ）[62]

### CM
- 日本損害保険協会
- 毎日新聞
- アメリカンファミリー生命保険会社
- 英会話学校Gaba
- サントリー『伊右衛門』 -「鳥越俊太郎の実感篇」[63]
- ショップジャパン『トゥルースリーパー』

## 書籍

### 著書
- 『新あめりか漂流記』（1984年4月1日、東京出版）ISBN 9784924644021
- 『あめりか記者修業』（1989年11月10日、中央公論社 中公文庫）ISBN 9784122016644
  - 『あめりか記者修業』（2003年4月25日、中央公論新社 中公文庫）ISBN 9784122041936
- 『異見(あまのじゃく) 鳥越俊太郎のジャーナリズム日誌』（1998年5月10日、現代人文社）ISBN 9784906531370
- 『鳥越俊太郎のあのくさ、こればい! 最近のニュースが3分間でわかる』（2000年10月1日、プラネット出版）ISBN 9784939110085
- 『そのニュースちょっと待った!』（2001年5月31日、PHP研究所）ISBN 9784569616742
- 『みんなの政治ニュースがよくわかる本』（2001年8月20日、幻冬舎）ISBN 9784344900127
- 『ニュースの職人「真実」をどう伝えるか』（2001年10月29日、PHP研究所 PHP新書）ISBN 9784569618470
- 『報道は欠陥商品と疑え (That's Japan)』（2002年10月1日、ウェイツ）ISBN 9784901391221
- 『親父の出番』（2003年5月26日、集英社be文庫）ISBN 9784086500296
- 『僕らの音楽 対談集』（ソニー・マガジンズ）
  - 『僕らの音楽 対談集 1』（2005年8月10日）ISBN 9784789725071
  - 『僕らの音楽 対談集 2』（2005年8月10日）ISBN 9784789725088
  - 『僕らの音楽 対談集 3』（2005年8月30日）ISBN 9784789725095
  - 『僕らの音楽 対談集 4』（2005年8月30日）ISBN 9784789725101
- 『歳には、勝てる』（2005年12月15日、マガジンハウス）ISBN 9784838716395
- 『人間力の磨き方』（2006年6月22日、講談社+α新書）ISBN 9784062723848
- 『2時間でわかる問題なニッポン 現代ニュース用語から読み解く』（2007年12月28日、主婦と生活社）ISBN 9784391135435
- 『鳥越俊太郎のエンディングノート 葬送曲はショパンでよろしく』（2011年3月31日、泰文堂 アース・スターブックス）ISBN 4-8030-0247-9
- 『がん患者』（2011年6月30日、講談社）ISBN 4-06-216948-7
- 『祖父の流儀(ダンディズム)』（2014年7月10日、徳間書店）ISBN 9784198638276
- 『君は人生を戦い抜く覚悟ができているか? 鳥越俊太郎仕事の美学』（2015年7月1日、日本実業出版社）ISBN 9784534052988
- 『食べてよく寝て鍛えなさい』（2016年9月1日、内外出版社）ISBN 9784862572554

### 共著・編著
- 『うちのお父さんは優しい 検証・金属バット殺人事件』（著者:鳥越俊太郎 後藤和夫）（2000年4月15日、明窓出版）ISBN 9784896340419
- 『桶川女子大生ストーカー殺人事件』（著者:鳥越俊太郎＆取材班）（2000年10月13日、メディアファクトリー）ISBN 9784840101592
- 『子どもの目親の目から見た私の家族』（編者:鳥越俊太郎）（2001年10月30日、三省堂）ISBN 9784385360720
- 『虚誕 警察につくられた桶川ストーカー殺人事件』（著者:鳥越俊太郎 小林ゆうこ）（2002年11月22日、岩波書店）ISBN 9784000225229 - ※後に『ひまわり〜桶川女子大生ストーカー殺人事件〜』としてテレビドラマ化。
- 『石原「総理」の危うさ やらせてみたい。でも……』（編著:鳥越俊太郎）（2003年4月1日、小学館 小学館文庫）ISBN 9784094055511
- 『日本の大事な話』（著者:鳥越俊太郎 齋藤孝 小泉武夫 山本容子 ほか全17名、編者:編集者の学校）（2005年11月20日、ロコモーションパブリッシング）ISBN 9784862120250
- 『本当は知らなかった日本のこと』（著者:鳥越俊太郎 しりあがり寿）（2006年12月12日、ミシマ社）ISBN 9784872902877
- 『生きる。 がんと向きあう7人のストーリー』（著者:鳥越俊太郎 井上怜奈 猿渡瞳 加藤大基 青島幸男 より子 小橋建太）（2009年8月20日、幻冬舎）ISBN 9784344017184
- 『眠って生きろ』（著者:鳥越俊太郎 塩見利明）（2010年7月1日、鍬谷書店）ISBN 9784990384838
- 『証言 細野豪志 「原発危機500日」の真実に鳥越俊太郎が迫る』（著者:鳥越俊太郎 細野豪志）（2012年8月29日、講談社）ISBN 9784062177610
- 『20人の識者がみた「小沢事件」の真実 捜査権力とメディアの共犯関係を問う!』（編著:鳥越俊太郎 木村朗）（2013年8月12日、日本文芸社）ISBN 9784537260526
- 『戦争は秘密から始まる 稀代の悪法「秘密保護法」を許さない』（著者:鳥越俊太郎 羽柴修 小山乃里子）（2014年4月9日、日本機関紙出版センター）ISBN 9784889009057

### 監修・その他
- 『マネー大安心 完全図解 暮らしとお金の基本百科』（監修:鳥越俊太郎 日下公人）（2007年10月25日、講談社）ISBN 9784062820608
- 『日本の薬はどこかおかしい!』（著者:福田衣里子 中井まり、聞き手:鳥越俊太郎）（2008年7月17日、青志社）ISBN 9784903853338
- 『「拉致疑惑」と帰国 ハイジャックから祖国へ』（著者:よど号グループ、検証:鳥越俊太郎）（2013年4月22日、河出書房新社）ISBN 9784309246192